# Gallenbach (Aichach)
Gallenbach ist ein Pfarrdorf und Stadtteil von Aichach im Landkreis Aichach-Friedberg, der zum Regierungsbezirk Schwaben in Bayern gehört.

Zur Gemarkung gehören auch die Weiler Ippertshausen, Neumühle und oberer Neulhof und die Einöden Röckerszell, unterer Neulhof und Windten.

## Geographie
Gallenbach liegt im Donau-Isar-Hügelland und damit im Unterbayerischen Hügelland, das zum Alpenvorland, einer der Naturräumlichen Haupteinheiten Deutschlands, gehört.
Gallenbach liegt circa vier Kilometer südwestlich von Aichach. Röckerszell liegt südöstlich, Ippertshausen südlich, unterer Neulhof und Neumühle südwestlich und oberer Neulhof westlich von Gallenbach.
Sämtliche Ortsteile liegen östlich der in südwestlich-nordöstlicher Richtung fließenden Paar, wobei oberer Neulhof und unterer Neulhof und Neumühle direkt im Paartal in unmittelbarer Nähe des Flusses liegen.

Durch Gallenbach und Ippertshausen fließt der von Süden nach Norden verlaufende Gallenbach, der nördlich von Gallenbach als rechter Zufluss in die Paar mündet.

Durch Röckerszell fließt der von Westen nach Osten fließende Röckerszeller Bach, der nördlich von Sielenbach als linker Zufluss in die Ecknach mündet.
Mitten durch die Gemarkung verläuft die Bundesstraße 300 entlang der Paar von Nordost nach Südwest, wobei Neumühle, oberer Neulhof und unterer Neulhof westlich und Gallenbach, Ippertshausen, Röckerszell und Windten östlich der Straße liegen.

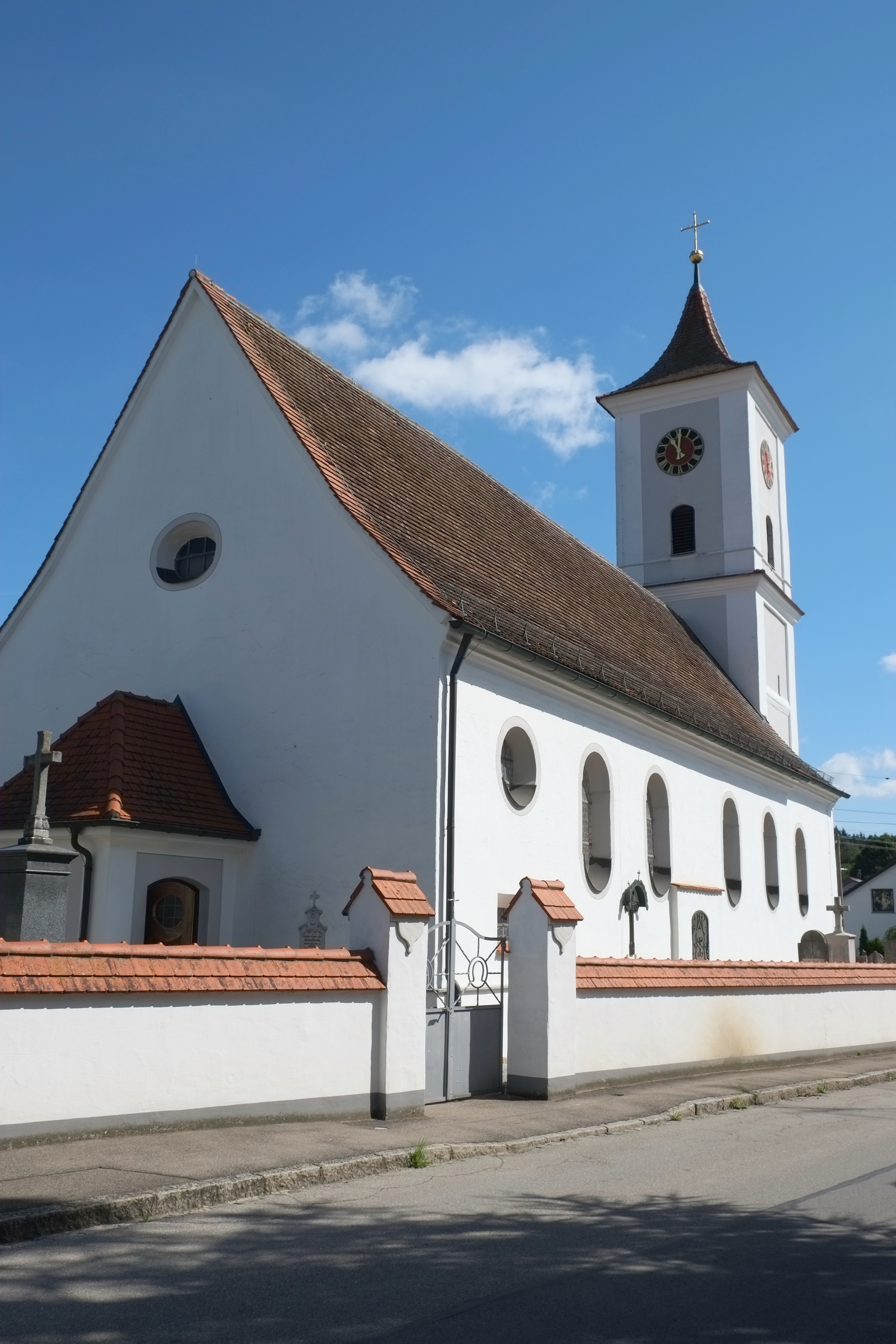
Kirche St. Stephan

## Geschichte
Die katholische Pfarrei St. Stephan in Gallenbach gehört zum Dekanat Aichach-Friedberg im Bistum Augsburg. Zur Pfarrei gehören die Ortschaften Ippertshausen, Neumühle, oberer Neulhof und unterer Neulhof.

Windten gehört zur katholischen Pfarrei Mariä Himmelfahrt in Klingen.

Die Pfarrkirche St. Stephan ist ein flachgedeckter Saalbau mit eingezogenem Chor aus dem Jahre 1705. 1910/11 erfolgte eine Erweiterung.

Südlich von Gallenbach befindet sich die 1714 erbaute Wieskapelle, die 1737 vergrößert wurde. 	
Am 1. Juli 1972 kam Gallenbach mit seinen Ortsteilen (bisher im Landkreis Aichach) in den neu gegründeten Landkreis Aichach-Friedberg (bis zum 30. April 1973 mit der Bezeichnung Landkreis Augsburg-Ost). Am 1. Januar 1978 wurde Gallenbach schließlich in die Stadt Aichach eingemeindet.

## Bodendenkmäler
Siehe: Liste der Bodendenkmäler in Aichach